# Mads Kaggestad

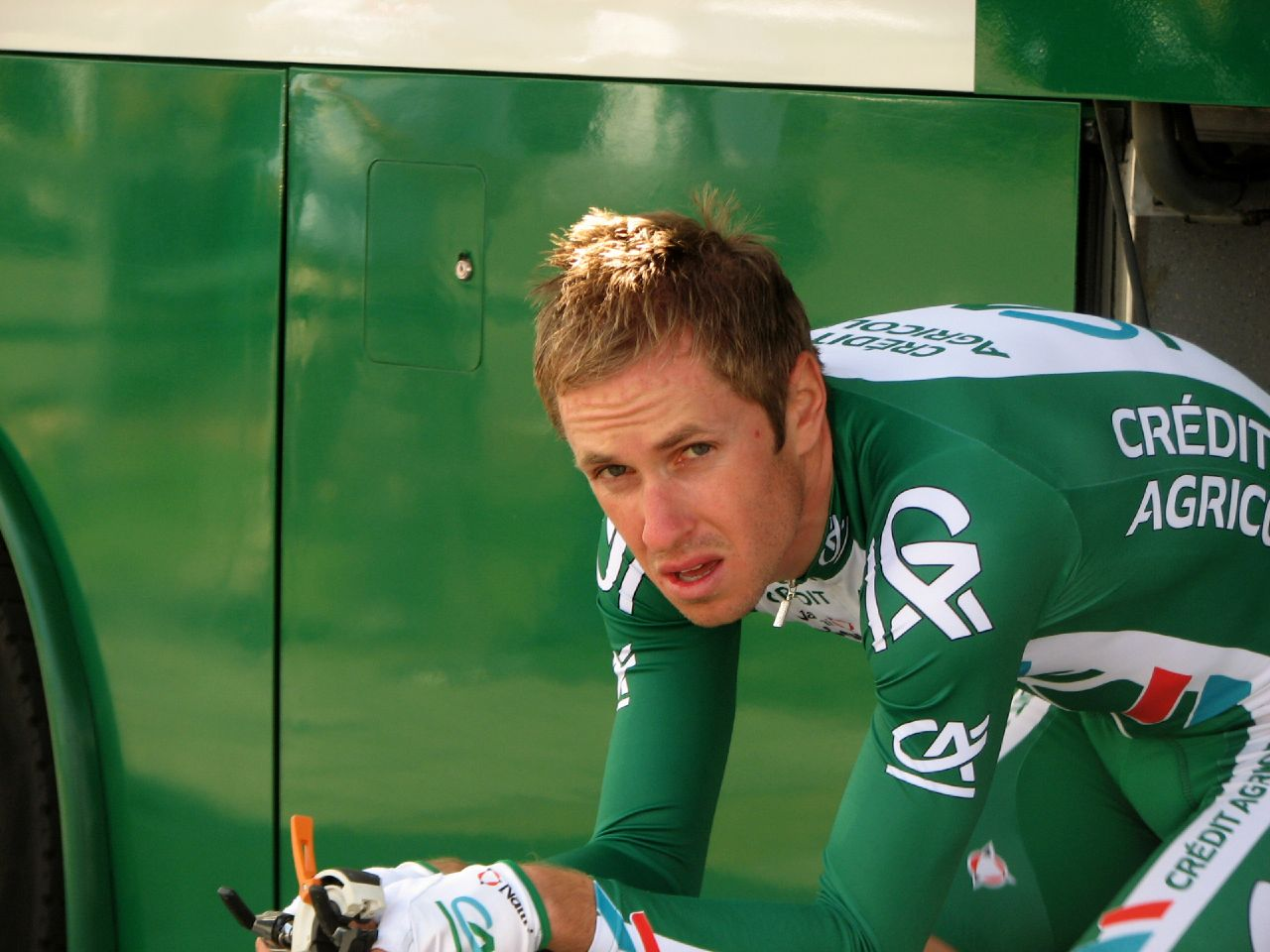
Mads Kaggestad (2007)

Mads Kaggestad (* 22. Februar 1977 in Ringerike) ist ein ehemaliger norwegischer Radrennfahrer.
Als Jugendfahrer wurde Mads Kaggestad 1994 und 1995 norwegischer Meister im Mannschaftszeitfahren, ein Erfolg, den er 2001 in der Elite wiederholen konnte. In jener Saison siegte er im Eintagesrennen Paris-Ézy. 2000 siegte er im Tønsberg Grand Prix.
2003 wurde er beim französischen Team Crédit Agricole Radprofi. 2002 fuhr er als Amateur beim Team Krone und gewann den Ringerike GP in seiner Heimatstadt.
2004 startete Kaggestad im Straßenrennen bei den Olympischen Spielen in Athen, das er aber nicht beenden konnte. Beim französischen Etappenrennen Étoile de Bessèges wurde er 2006 Sechster. Kaggestad fuhr zuletzt für das an der ProTour teilnehmende Team Crédit Agricole. Ende der Saison 2007 beendete er seine Karriere.

## Teams
- 2003 Crédit Agricole
- 2004 Crédit Agricole
- 2005 Crédit Agricole
- 2006 Crédit Agricole
- 2007 Crédit Agricole